# Tijou Reef
Tijou Reef är ett rev på Stora barriärrevet i Australien.   Det ligger i delstaten Queensland. 